# Tex-mex (muziekgenre)
Tex-mex is een muziekstijl uit de grensstreek tussen Texas en het buurland Mexico ontstaan uit een mengeling van Mexicaanse stijlen als bolero en ranchero met Europese dansstijlen als polka en wals, deze muziek ging conjunto heten. De teksten handelen over het leven in Texas en Noord-Mexico. Nog weer later werden rock-'n-roll, blues en countrymuziek aan de conjunto toegevoegd en zo ontstond er langzamerhand de muziek met de nieuwe naam tex-mex. 
Eind 19de eeuw woonden veel Europese immigranten uit Oost-Europa in het zuiden van de Amerikaanse staat Texas. Zij namen uit hun thuislanden Duitsland en Polen onder andere de accordeon mee. Amerikaanse bandjes namen de accordeon over om er hun viool mee te vervangen.
Niet alleen heeft de accordeon meer volume, men kan er naast melodieën ook baslijnen op spelen. Omdat het zuidelijke deel van Texas ooit deel uitmaakte van Mexico, leeft daar nog veel van de Mexicaanse cultuur voort.
Traditioneel wordt tex-mex gespeeld door een kwartet, met twaalfsnarige gitaar, bas, drums en de knopaccordeon. Later komen er elektrisch versterkte instrumenten bij.
Bandjes die in Nederland puur tex-mex spelen, komen vrijwel niet voor. Uitzonderingen hierop zijn de bands Joris Linssen & Caramba die in 2012 tourde door Mexico en de Limburgse groep Rowwen Hèze, die in 1989 op tournee ging met de bekende tex-mexaccordeonist Flaco Jiménez.